# Thematic Emanation of Archetypal Multiplicity
Thematic Emanation of Archetypal Multiplicity — первый мини-альбом французской блэк-метал-группы Blut Aus Nord, выпущенный 14 февраля 2005 года на лейбле Candlelight Records. В 2015 году альбом был переиздан французским лейблом Debemur Morti Productions.

## Об альбоме
Релиз состоит из пяти инструментальных композиций, предназначавшихся для сплита с The Axis of Perdition, который так и не был выпущен. Треки выдержаны в среднем темпе и состоят в основном из гитары и синтезатора. Тремоло, как на последних двух альбомах, здесь отсутствует; его заменили эмбиентные пассажи и механический бит в духе Godflesh.

## Список композиций
| №                   | Название                               | Длительность |
| ------------------- | -------------------------------------- | ------------ |
| 1.                  | «Enter (The Transformed God Basement)» | 4:48         |
| 2.                  | «Level 1 (Nothing Is)»                 | 8:00         |
| 3.                  | «Level 2 (Nothing Is Not)»             | 7:12         |
| 4.                  | «Level 3 (Nothing Becomes)»            | 7:15         |
| 5.                  | «Exit (Towards the Asylum)»            | 1:02         |
| Общая длительность: | Общая длительность:                    | 28:17        |

## Участники записи
- Vindsval — гитара, клавишные, вокал
- W.D. Feld — ударные, клавишные
- GhÖst — бас-гитара